# Aaron Cook (Taekwondoin)
Aaron Arthur Cook (* 2. Januar 1991 in Dorchester) ist ein britischer Taekwondoin, der auch die moldauische Staatsangehörigkeit besitzt. Er startet in der Gewichtsklasse bis 80 Kilogramm.
Cook startet für den Verein Scorpion Taekwondo und er nimmt seit dem Jahr 2005 an internationalen Wettkämpfen teil. Ein Jahr darauf gewann er mit Bronze bei der Juniorenweltmeisterschaft seine erste Medaille, wiederum ein Jahr darauf wurde er in Baku erstmals Junioreneuropameister. Im Erwachsenenbereich stieß Cook im Jahr 2008 in die internationale Spitze vor. Er konnte sich für die Olympischen Spiele in Peking qualifizieren, wo er mit zwei Siegen sensationell ins Halbfinale einzog. Nach einer knappen Niederlage im Halbfinale gegen Mauro Sarmiento unterlag er auch im Kampf um Bronze gegen Zhu Guo, so dass Cook am Ende den undankbaren fünften Rang einnahm. Ebenfalls im Jahr 2008 errang Cook in Izmir den Juniorenweltmeistertitel. Seine sportlich größten Erfolge fürs Vereinigte Königreich feierte Cook bei der Europameisterschaft 2010 in Sankt Petersburg und 2012 in Manchester, wo er jeweils mit knappen Finalsiegen Europameister in der Gewichtsklasse bis 80 Kilogramm wurde.
Der britische Verband nahm im Jahr 2011 in Cooks Gewichtsklasse einen Startplatz für die Olympischen Spiele 2012 in Anspruch. Im Dezember 2011 gewann Cook den olympischen Testwettkampf und galt danach bereits als Medaillenkandidat für die Spiele. Trotzdem gab der britische Verband im Juni 2012 Lutalo Muhammad den Vorzug und nominierte Cook überraschend nicht. Cook klagte daraufhin gegen die Entscheidung des Verbandes.
Ab Februar 2013 nahm er für die Isle of Man an internationalen Wettkämpfen teil und errang bei den Europameisterschaften 2014 in Baku die Goldmedaille. Bei den Weltmeisterschaften 2015 in Tscheljabinsk, bei denen er Bronze errang, startete er für die Republik Moldau, deren Staatsbürgerschaft er auch besitzt. Bei den Europameisterschaften 2016 in Montreux und den Weltmeisterschaften 2017 in Muju sicherte er sich zwei weitere Bronzemedaillen.